# Matchbox Twenty
Matchbox Twenty — американський рок-гурт, заснований в 1995 році.

## Історія гурту
Засновником та фронтменом колективу став автор та виконавець Роб Томас. Він народився в Німеччині, дитинство провів у Флориді та Південній Кароліні. У віці 17 років він припинив навчання та брав участь у декількох музичних гуртах. Нарешті, він оселився в Орландо (штат Флорида), де познайомився з бас-гітаристом Браяном Єлем та барабанщиком Полом Дюсеттом, з якими згодом заснував власний гурт Matchbox 20. Пізніше до них доєдналися гітаристи Адам Гейнор з Маямі та Кайл Кук з Атланти.
Музиканти познайомилися з продюсером Collective Soul Меттом Серлетіком, який допоміг їм зі створенням декількох демо-записів, та влаштував низку концертів в США. Гурт привернув увагу лейблу Lava Records та підписав контракт на випуск альбому. Дебютну платівку Yourself or Someone Like You, яку продюсував Серлетік, було видано в жовтні 1996 року. Першим синглом стала пісня «Long Day», але успіх гуртові приніс другий сингл — «Push» — який потрапив на MTV та часто транслювався на радіостанціях. Влітку 1997 року «Push» досягла десятки кращих пісень в чарті Billboard Modern Rock, а альбом Yourself Or Someone Like You піднявся на п'яту сходинку в альбомному хіт-параді Billboard 200 та став «золотим». Третій сингл «3am», що вийшов восени 1997 року, закріпив позиції гурту: пісня досягнула другого місця в чарті Mainstream Rock, а альбом став «платиновим». На початку 1998 року Matchbox 20 було визнано найкращим новим гуртом, згідно з результатами опитування читачів журналу Rolling Stone. Музиканти випустили ще декілька хітових пісень, зокрема, «Real World» та «Back 2 Good». Вони невтомно гастролювали як в США, так і в інших країнах. Особливо популярним гурт став в Австралії, де дебютна платівка стала 8 разів «платиновою», та в Новій Зеландії (п'ятиразова «платина»).
Matchbox 20 стали ще більш відомими в середині 1999 року, після колаборації Роба Томаса з Карлосом Сантаною. Спільний трек «Smooth» з альбому Santana Supernatural, написаний та виконаний Томасом, очолив хіт-паради попмузики та отримав декілька премій «Греммі». Увага до гурту Томаса також збільшилася, як і продажі альбому, і згодом Yourself or Someone Like You отримав звання «діамантового диску», з 10 млн проданих примірників.
У 2000 році Matchbox випустили другий альбом Mad Season. Музиканти також змінили назву колективу на Matchbox Twenty, бо вважали, що на той час забагато гуртів мали назви, що містили цифри. Головним синглом з альбому стала пісня «Bent», яка 22 липня 2000 року очолила пісенний чарт Billboard Hot 100. Звучання гурту трохи змінилось, було додано клавішні та духові інструменти. Другий сингл «If You're Gone» став трохи менш успішним («лише» п'яте місце в пісенному чарті), але став найбільш популярною піснею гурту за кількістю прослуховувань на стримінгових сервісах. Mad Season став не таким комерційно вдалим, аніж дебютна платівка, але все одно отримав мультиплатиновий статус. У 2002 році вийшов третій альбом Matchbox Twenty More Than You Think You Are, який став двічі «платиновим» і містив сингл «Unwell», що в третій (і останній) раз в історії гурту потрапив в десятку кращих пісень США Billboard Hot 100.
У 2005 році Matchbox Twenty вирішили зробити тимчасову паузу. Роб Томас випустив сольний альбом …Something To Be, головним хітом якого стала пісня «Lonely No More» (6 місце в Hot 100). За два роки Matchbox Twenty зібрались знову в новому складі: Дюсетт змінив Гейнора на гітарі, а новим барабанщиком став Раян Макміллан з Push Stars. У 2007 році вони видали компіляцію Exile on Mainstream, яка складалась з найбільших хітів гурту, а також мініальбому з сьома новими піснями. П'ятий студійний альбом колективу North вийшов у 2012 році. Попри зміни в складі, протягом наступних десяти років Matchbox Twenty продовжували виступи, в той час, як Роб Томас видав три сольні альбоми. У 2022 році стало відомо про те, що Matchbox Twenty працюють над записом шостої студійної платівки.

## Дискографія
- 1996 — Yourself or Someone Like You[en]
- 2000 — Mad Season[en]
- 2002 — More Than You Think You Are[en]
- 2007 — Exile on Mainstream[en]
- 2012 — North[en]